# Докукин, Афанасий Семёнович
Афана́сий Семёнович Доку́кин (28 января 1919, Цибикнур, Царевококшайский уезд, Казанская губерния, РСФСР ― 12 ноября 1966, Йошкар-Ола, Марийская АССР, РСФСР, СССР) ― марийский советский писатель, переводчик, редактор, член Союза писателей СССР с 1957 года. Старший редактор Марийского книжного издательства (1947―1966). Участник Великой Отечественной войны.

## Биография
Родился 28 января 1919 года в дер. Цибикнур ныне Медведевского района Марий Эл в русской крестьянской семье. Живя среди марийцев, с детства хорошо знал два языка. После окончания семилетней школы в родной деревне в 1935―1937 годах учился на подготовительных курсах при Марийском учительском институте, в 1939 году окончил этот же институт. Стал редактором Марийского книжного издательства.
В октябре 1939 года призван в Красную Армию. Участник Великой Отечественной войны: курсант военно-авиационного училища, находился на передовой. Оказавшись в окружении, попал в плен, бежал. Воевал в партизанском отряде на территории Белоруссии и Брянской области, с весны 1942 года был в составе действующей армии: командир курсантской роты, заместитель командира стрелкового батальона 160 стрелковой дивизии 70 армии на Западном и 2-м Белорусском фронтах, старший лейтенант. В июне 1944 года получил тяжёлое ранение, после длительного лечения демобилизован в июне 1945 года. Награждён орденом Отечественной войны II степени и медалями.
Вернувшись домой, стал уполномоченным Главлита Марийской АССР. В апреле 1947 года перешел в Марийское книжное издательство, где работал старшим редактором.
Скончался 12 ноября 1966 года в Йошкар-Оле, похоронен на Марковском кладбище Йошкар-Олы.

## Переводческая деятельность
Впервые выступил в печати в 1938 года как переводчик. На марийский язык им переведены отрывки из «Слова о полку Игореве», стихи М. Лермонтова, главы из романа М. Шолохова «Поднятая целина», рассказ М. Шолохова «Нахалёнок», фольклорный сборник «Сказки народов Индии». Также он много работал над переводами учебно-методической и общественно-политической литературы. На русский язык перевёл охотничьи рассказы А. Мичурина-Азмекея, рассказы и роман М. Шкетана «Эренгер», который впоследствии несколько раз переиздавался.
В 1957 году принят в Союз писателей СССР.

## Переводные произведения
Список переводных произведений А. С. Докукина:
- Шкетан М. Рассказы. ― Йошкар-Ола, 1948. ― 80 с.
- Шкетан М. Эренгер: роман. ― Йошкар-Ола, 1950. ― 208 с.
- Шкетан М. В дороге; Лукаш; В лесной глуши; Коман мелна: рассказы // Шкетан М. Жизнь зовёт. ― Йошкар-Ола, 1953. ― С. 19—29; 87—101; 117—126; 176—187.
- Шкетан М. Эренгер: роман. ― Йошкар-Ола, 1953. ― 226 с.
- Шкетан М. Эренгер: роман. ― Йошкар-Ола, 1955. ― 204 с.
- Индий калык йомак [Сказки народов Индии]. ― Йошкар-Ола, 1957. ― 100 с.
- Шкетан М. Караульщик ворот; Коман мелна; Борода: рассказы // Шкетан М. Юмористические рассказы. — Йошкар-Ола, 1957. ― С. 16—29; 42—51; 81—88.
- Мичурин-Азмекей А. У костра: рассказы. ― Йошкар-Ола, 1959. ― 80 с.
- Шолохов М. Полмезе: ойлымаш [Нахалёнок: рассказ]. ― Йошкар-Ола, 1965. ― 48 с.

## Награды
- Орден Отечественной войны II степени (07.10.1957)[4][6]
- Медаль «За победу над Германией в Великой Отечественной войне 1941—1945 гг.»[4][6]